# Héroes (banda)
Héroes es un banda española de pop rock moderno, formada en el año 2012 en la isla de Mallorca. La componen Toni Maldonado (voz), Carlos Ricci (guitarra), Álvaro Llabrés (bajo) y José Higueras (batería).

## Miembros
- Toni Maldonado - Voz.
- Carlos Ricci - Guitarra.
- Álvaro Llabrés - Bajo.
- José Higueras - Batería.

## Historia

### Formación de la banda
La historia de Héroes empieza cuando escriben una canción a la presentadora del programa Otra Movida de Neox, Anna Simon. Hicieron llegar el sencillo al programa y el mismo fue emitido como sorpresa para la presentadora, esto enseguida se convirtió en Trending Topic en el perfil de Twitter de Anna Simon (@AnnaSimonMari) y de la sorpresa en sí (#RegaloAnnaSimon). Con la aparición de la canción en el programa se consiguió una gran repercusión en diversas redes sociales e internet.
Posteriormente el grupo publica el videoclip de la misma canción en Youtube, el cual logró más de 80.000 visitas en tres semanas. De este modo la banda es invitada a realizar una presentación en directo en el programa de Neox. Con más de 350.000 visitas en Youtube, y como adelanto de lo que será su primer álbum, la banda lanza un segundo sencillo de nombre Nada es para siempre.
Inicialmente la banda estaba compuesta por Toni, Álvaro y el batería Elias Brettschneider quien por motivos personales abandona la formación. Al firmar un contrato con la famosa productora Tresert Music de Mallorca la banda traslada su residencia a Madrid con objeto de realizar presentaciones y continuar con la creación de su primer trabajo discográfico. Comienzan a realizar audiciones a músicos de la ciudad y de este modo conocen a José Higueras, batería de origen madrileño y al guitarrista Carlos Ricci quien a la vez que Toni y Álvaro de traslada a Madrid desde Tenerife en busca de un proyecto musical serio.

## Discografía
Héroes cuenta con dos sencillos grabados por el famoso productor Pablo Ochando para Tresert music en los estudios [TEAM 33] de Mallorca, "Anna Simon" y "Nada es para siempre".

## Influencias
Las influencias musicales de la banda son diversas, grupos como Maroon 5, Pereza, El Canto del Loco, Red Hot Chilli Peppers, entre otros, han influido en el sonido musical de Héroes que converge en un género pop rock moderno con toques funk y dance.